# Lago Kuh
El lago Kuh (en alemán: Kuhsee) es un lago situado en la región administrativa de Suabia, en el estado de Baviera (Alemania). Tiene un área de 17 hectáreas y una profundidad máxima de 5 metros. 